# Eugène Renduel
Eugène Renduel est un éditeur français né le 18 novembre 1798 à Lormes (Nièvre) et mort le 19 octobre 1874 à Beuvron (Nièvre).

## Biographie

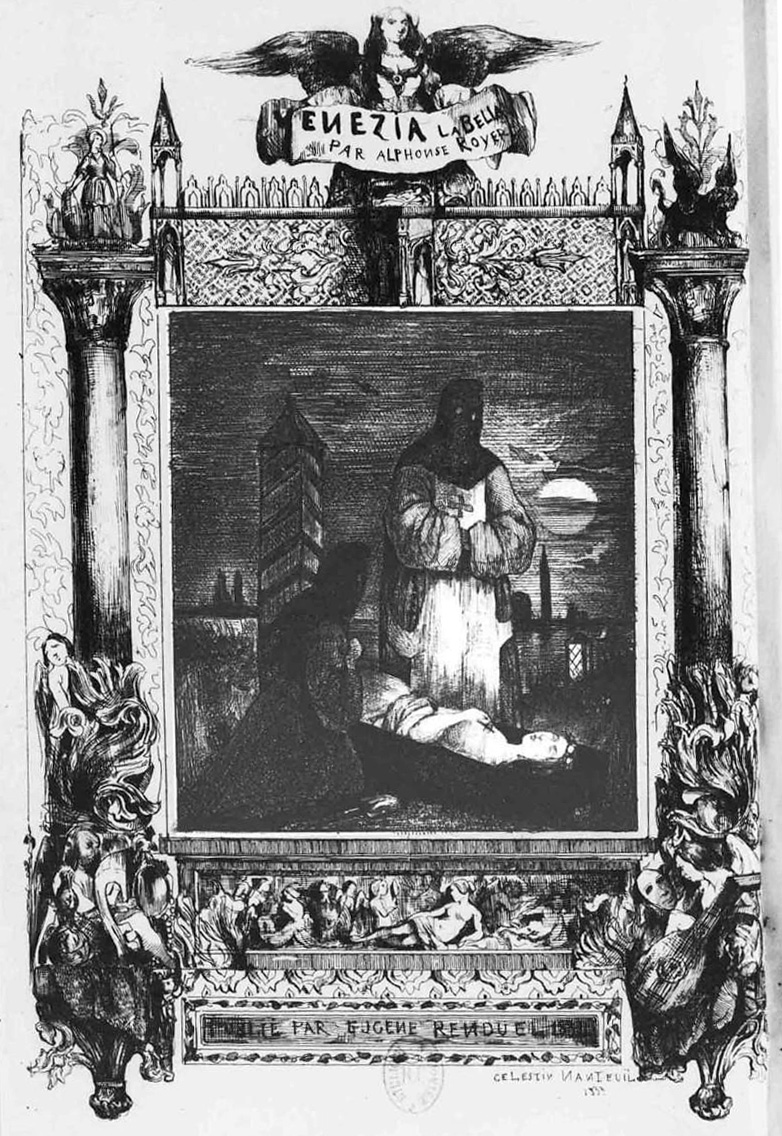
Venezia la bella d'Alphonse Royer paru chez Renduel en 1834, illustré par Célestin Nanteuil.

Après avoir débuté comme clerc chez un avoué de Clamecy, Eugène Renduel s'installe à Paris en 1819. D'abord employé chez un libraire, il ouvre sa propre librairie en 1826, au 22 rue des Grands-Augustins, et devient rapidement l'éditeur attitré des écrivains romantiques. 
Entre 1830 et 1838, il publie entre autres les œuvres de Victor Hugo, Charles Nodier, Eugène Sue, Sainte-Beuve, Alfred de Musset, Lamennais, et, parmi la jeune génération du Petit-Cénacle, Théophile Gautier et Pétrus Borel. 
Il finit par abandonner le Gaspard de la nuit d'Aloysius Bertrand sept ans après avoir passé traité avec son auteur. 
Pour la réalisation des gravures, Eugène Renduel fait appel aux plus célèbres illustrateurs de l'époque, Célestin Nanteuil, Louis Boulanger, Tony Johannot.
En 1838, il achète le château de Beuvron (Nièvre)  et les terres agricoles liées, il s'y retire pour raison de santé deux ans plus tard, renonçant à toute activité éditoriale.
Propriétaire fermier, il sera maire de sa commune, jusqu'à une première attaque en 1873.